# Nipissing District
Nipissing District är ett distrikt i provinsen Ontario i Kanada. Det ligger i östra delen av provinsen.

## Kommuner
I distriktet finns följande kommuner:
| Kommun           | Kommuntyp    |
| ---------------- | ------------ |
| North Bay        | City         |
| Mattawa          | Town         |
| Bonfield         | Township     |
| Chisholm         | Township     |
| Mattawan         | Township     |
| Papineau-Cameron | Township     |
| South Algonquin  | Township     |
| Calvin           | Municipality |
| East Ferris      | Municipality |
| Temagami         | Municipality |
| West Nipissing   | Municipality |

Dessutom finns de två indianreservaten Nipissing 10 och Bear Island 1.